# Estadio Orlando Scarpelli
El Estadio Orlando Scarpelli, es un estadio multipropósito ubicado en la ciudad de Florianópolis, en el estado de Santa Catarina en  Brasil. Posee una capacidad para 19 500 personas y es la sede del club Figueirense Futebol Clube de la Serie A de Brasil.
Desde el año 2000, ha sido sometido a numerosas mejoras entre las cuales destacan butacas individuales en todo el recinto, pantalla led, sistemas de riego y drenaje entre otros.
El estadio lleva el nombre del empresario y deportista Orlando Scarpelli, que presidió el Figueirense en los años 1940 y donó el terreno en donde se encuentra el estadio.